# Museo de Arte do Parlamento de São Paulo
El Museu de Arte do Parlamento de São Paulo, es un museo brasileño de arte contemporáneo situado en el Palacio de 9 de Julio, sede de la Asamblea Legislativa de São Paulo (ALESP). Está ubicado en el sur de la ciudad en frente al Parque do Ibirapuera. 

## Historia
Fundado en 2002, el Museo de Arte es dirigido por el Departamento del Patrimonio Artístico de la Assembleia Legislativa. Desde su fundación, y hasta 2012, la coordinación del museo estuvo a cargo de Emanuel von Lauenstein Massarani, historiador, periodista, diplomático, Superintendente do Patrimonio Cultural de la Asamblea Legislativa del Estado de São Paulo, y presidente del IPH Instituto para la Recuperación del Patrimonio Histórico del Estado de São Paulo.

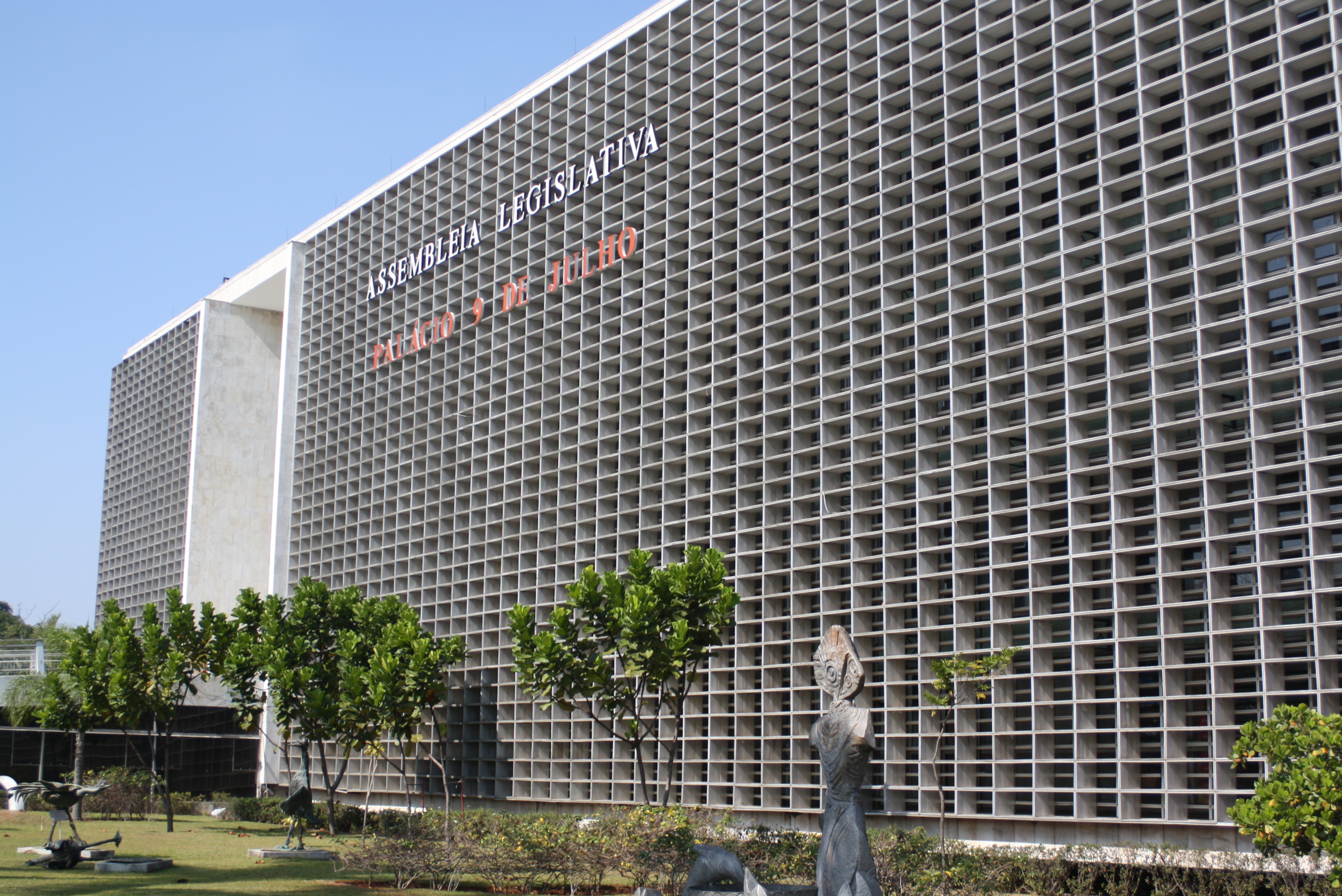
Museo da Sculptura ao Ar Livre, Museo de Arte do Parlamento de São Paulo, Parque do Palacio 9 de Julio

## Organización
El Museo de Arte do Parlamento recoge pinturas, esculturas, grabados, cerámicas y fotografías e investiga las líneas fundamentales de la creación artística contemporánea brasileñas. 
El fondo de la colección está formado por más de 1.200 obras (2012) e incluye también las esculturas del “Museu da Escultura ao Ar Livre” (Museo de Escultura al Aire Libre), que se pueden encuentran en los jardines del Parlamento.
Objetivo del museo es valorizar y divulgar las obras de arte que fueron parte de la “Collection de Arte do Parlamento” y del “Museu da Escultura ao Ar Livre” y también transformar la Asamblea Legislativa en un lugar de difusión de la cultura. En el pleno respecto de los criterios museológicos de tema, estilo y género, las obras son colocadas al interior de los varios pisos del Parlamento. 
El museo conserva, entre otras, obras de Francisco Rebolo, Romero Britto,  Gustavo Rosa, Marcos Garrot, Denise Barros, Joseph Pace, Ricardo Augusto, Carlos Araújo, Nishio (Katsunori Nishio), Auro Okamura. Sergio Valle Duarte.